# ألين لوتن
ألين لوتن (بالإنجليزية: Alaine Laughton)‏ هي مغنية ريغي أمريكية جمايكية ولدت في يوم 21 سبتمبر 1978 في مدينة نيو جيرسي في الولايات المتحدة لعائلة من كنغستون في جامايكا، في عمر ال3 سنوات عادت مع عائلتها إلى جامايكا، وفي سنة 1988 بدأت بالعمل كمغنية بعد ظهورها مع ووبي غولدبيرغ في فيلم قلب كلارا، في سنة 2007 أنتجت أول ألبوم لها بعنوان Sacrifice أي معاناة وألذي حوى على 17 أغنية. لها عدة أغاني مع شاغي وبيني مان وشون بول.

## روابط خارجية
- ألين لوتن على موقع ميوزك برينز (الإنجليزية)
- ألين لوتن على موقع ديسكوغز (الإنجليزية)